# Затопек, Эмиль
Э́миль За́топек (чеш. Emil Zátopek; 19 сентября 1922[…], Копршивнице, Моравская земля[…] — 21 ноября 2000[…], Прага) — чехословацкий легкоатлет, многократный олимпийский чемпион и рекордсмен мира в беге на длинных дистанциях.
Четырёхкратный олимпийский чемпион (1948 — 10 000 м, 1952 — 5000 м, 10 000 м, марафон), 3-кратный чемпион Европы (1950 — 5000 м, 10 000 м, 1954 — 10 000 м), 18-кратный рекордсмен мира (1949—1955) на дистанциях от 5000 м до 30 000 м. В 1948—1954 годах не проиграл ни одного старта на 10 000 м, выиграв 38 забегов.
Заслуженный мастер спорта Чехословакии (1953, лишен звания в 1969).
По результатам опросов:
- в 1949, 1951 и 1952 годах признавался «Спортсменом года» в мире по версии ISK;
- в 1997 году признан в Чехии «спортсменом столетия», опередив в опросе гимнастку Веру Чаславску и метателя копья Яна Железны[11].

## Биография
Родился в городе Копршивнице в Моравии в многодетной семье — был шестым ребёнком из восьми. В возрасте 16 лет он начал работать на обувной фабрике Bata в Злине.

### Спортивная карьера
Спортивная карьера Затопека, по его словам, началась так. Однажды фабричный спортивный тренер, который был очень строгим, указал на четырёх мальчиков, включая Затопека, и приказал им бежать в забеге. Затопек протестовал, говоря, что слаб и не годен для бега, но тренер послал его на медицинский осмотр, где врач подтвердил, что с ним всё в порядке. В том забеге он финишировал вторым.
После этого Эмиль начал серьёзно интересоваться бегом: вступил в местный спортивный клуб, где разработал собственную программу тренировок, основанную на том, что он читал о великом финском олимпийце Пааво Нурми. Всего через четыре года, в 1944 году, Затопек побил чехословацкие рекорды на 2000, 3000 и 5000 метров. В конце войны он вступил в чехословацкую армию, где ему постепенно предоставлялось больше времени для изнурительного режима тренировок.
В 1946 году состоялся первый международный старт Эмиля — на чемпионате Европы он занял пятое место в беге на 5000 м, улучшив национальный рекорд с 14.50,2 до 14.24,8.
| Год   | Соревнование     | 5000 м    | 5000 м    | 10 000 м | 10 000 м  | Марафон   | Марафон   |
| Место | Результат        | Место     | Результат | Место    | Результат |           |           |
| ----- | ---------------- | --------- | --------- | -------- | --------- | --------- | --------- |
| 1946  | Чемпионат Европы | 5-е место | 14.24,8   |          |           |           |           |
| 1948  | Олимпийские игры | 2-е место | 14.17,8   | чемпион  | 29.59,6   |           |           |
| 1950  | Чемпионат Европы | чемпион   | 14.03,0   | чемпион  | 29.12,0   |           |           |
| 1952  | Олимпийские игры | чемпион   | 14.06,6   | чемпион  | 29.17,0   | чемпион   | 2:23.03,2 |
| 1954  | Чемпионат Европы | 3-е место | 14.10,2   | чемпион  | 28.58,0   |           |           |
| 1956  | Олимпийские игры |           |           |          |           | 6-е место | 2:29.34   |

|  | Универсиада Чемпион: - Пре-Универсиада 1947 — 1500 м (3.52,8) - Универсиада 1953 — 5000 м (14.03,0), 10 000 м (29.25,8) - Универсиада 1955 — 10 000 м (29.34,4) Чемпионаты Чехословакии Чемпион: - 5000 м — 1945—1948, 1950, 1952—1954 - 10 000 м — 1952, 1953 - кросс — 1948—1949, 1952, 1954—1955 |

| Дистанция   | Результат | Город          | Дата             | Примечание                       |
| ----------- | --------- | -------------- | ---------------- | -------------------------------- |
| 5000 м      | 13.57,2   | Париж          | 30 мая 1954      |                                  |
| 6 миль      | 28.04,4   | Стара Болеслав | 1 ноября 1953    | по ходу забега                   |
| 6 миль      | 27.59,2   | Брюссель       | 1 июня 1954      | по ходу забега                   |
| 10 000 м    | 29.28,2   | Острава        | 11 июня 1949     |                                  |
| 10 000 м    | 29.21,2   | Острава        | 22 октября 1949  |                                  |
| 10 000 м    | 29.02,6   | Турку          | 4 августа 1950   |                                  |
| 10 000 м    | 29.01,6   | Стара Болеслав | 1 ноября 1953    |                                  |
| 10 000 м    | 28.54,2   | Брюссель       | 1 июня 1954      | Первый в истории — лучше 29 мин. |
| 10 миль     | 48.12,0   | Стара Болеслав | 29 сентября 1951 | по ходу забега                   |
| 20 000 м    | 1:01.16,0 | Прага          | 15 сентября 1951 |                                  |
| 20 000 м    | 59.51,8   | Стара Болеслав | 29 сентября 1951 | по ходу забега                   |
| Часовой бег | 19 558 м  | Прага          | 15 сентября 1951 | по ходу забега                   |
| Часовой бег | 20 052 м  | Стара Болеслав | 29 сентября 1951 | Первый в истории — лучше 20 км.  |
| 15 миль     | 1:16.26,4 | Стара Болеслав | 26 октября 1952  | по ходу забега                   |
| 15 миль     | 1:14.01,0 | Челаковице     | 25 ноября 1955   | по ходу забега                   |
| 25 000 м    | 1:19.11,8 | Стара Болеслав | 26 октября 1952  | по ходу забега                   |
| 25 000 м    | 1:16.36,4 | Челаковице     | 29 ноября 1955   |                                  |
| 30 000 м    | 1:35.23,8 | Стара Болеслав | 26 октября 1952  |                                  |

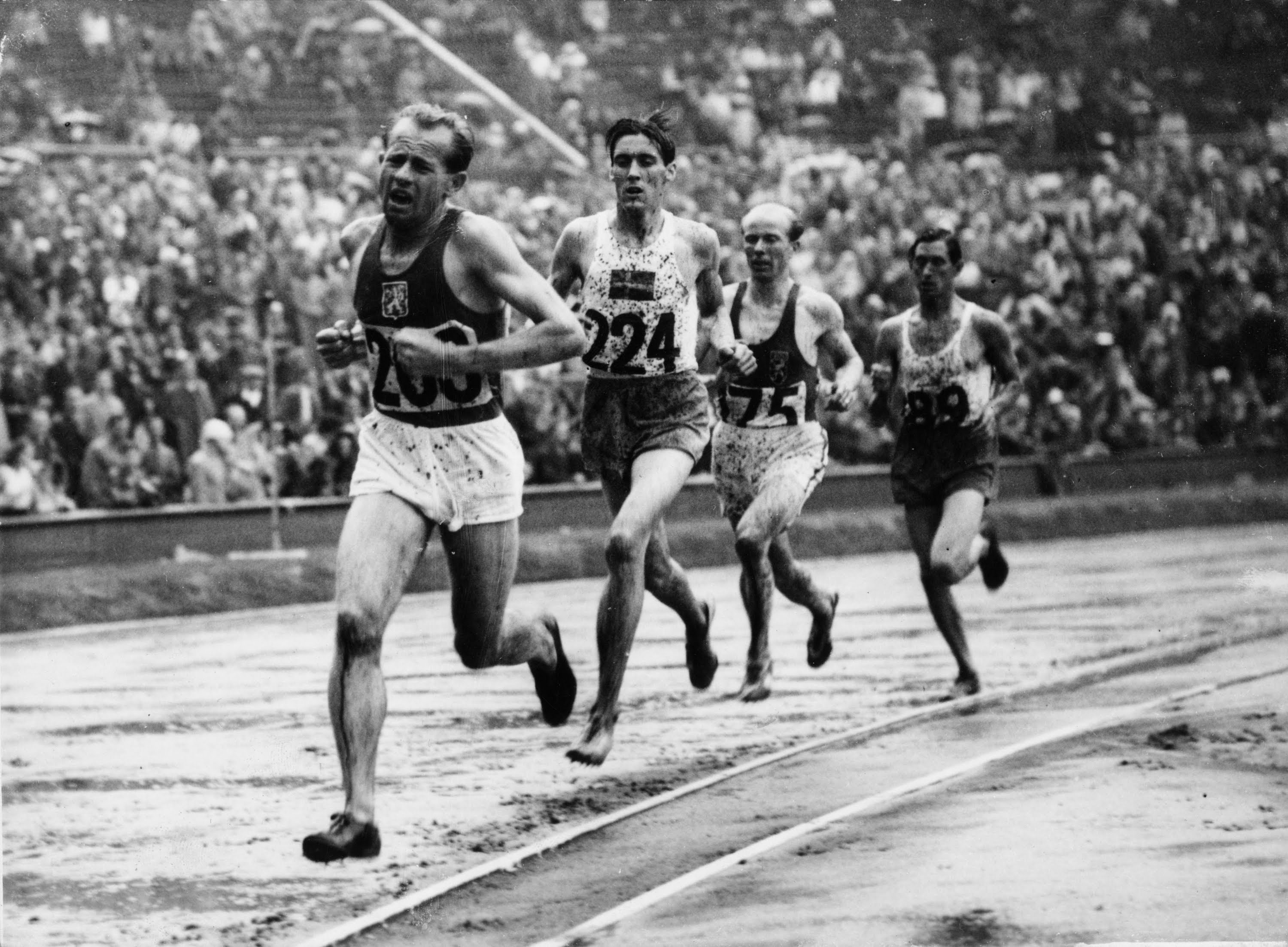
Эмиль Затопек во главе забега на 5000 м на ОИ 1948 года в Лондоне
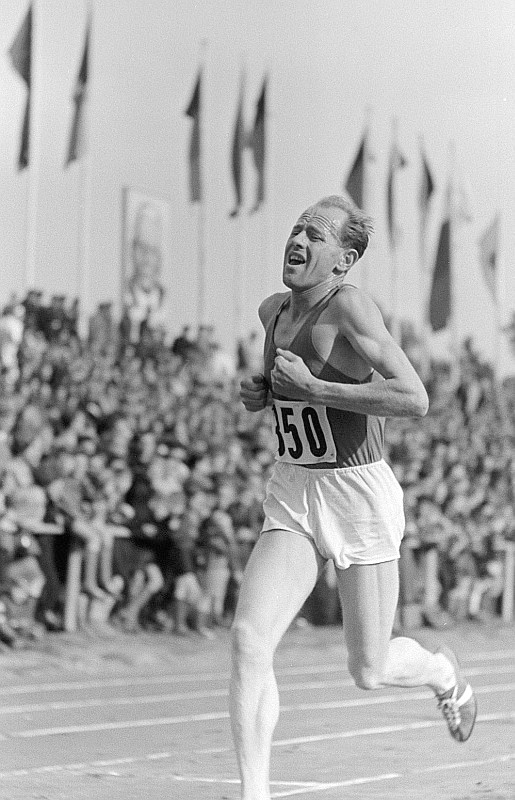
Эмиль Затопек на дистанции. Лейпциг, 1951 год
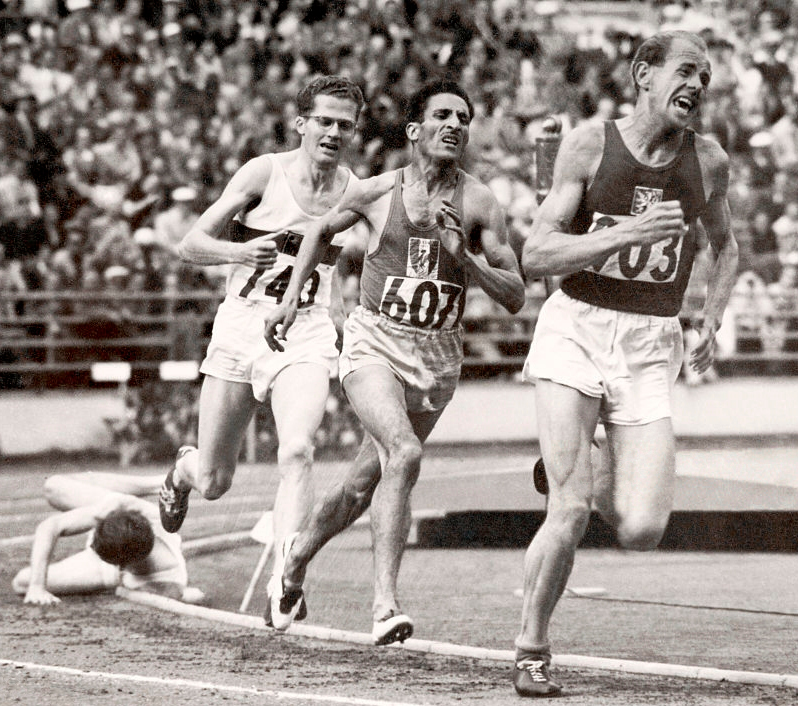
Эмиль Затопек и Ален Мимун во главе забега на 5000 м на ОИ 1952 года в Хельсинки

### После ухода из спорта

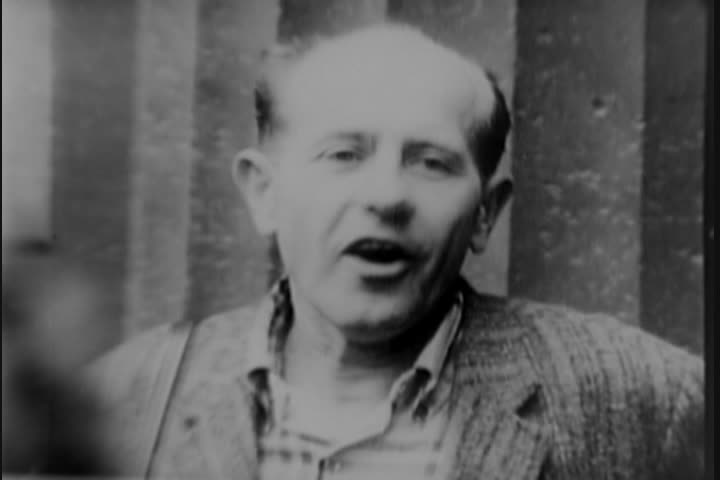
Эмиль Затопек, 1968 год

Из большого спорта Затопек ушёл в январе 1958 года.
По окончании спортивной карьеры служил в отделе физической подготовки войск Министерства национальной обороны Чехословакии; полковник Чехословацкой народной армии.
Поддержал Пражскую весну 1968 года, подписал (вместе с женой) обращение «Две тысячи слов». В 1969 году был уволен из армии с лишением воинского звания, исключён из компартии, лишён наград и звания «заслуженный мастер спорта».
Во время гусаковской «нормализации» был рабочим на газовом заводе и в геологии (урановые рудники). С 1976 года до ухода на пенсию работал в центре документации ČSTV (государственном спортивном архиве).
30 октября 2000 года был госпитализирован с инсультом в Центральный военный госпиталь в Праге; более трёх недель находился в критическом состоянии; 22 ноября скончался. Похоронен в городе Рожнов-под-Радгоштем.

### Личная жизнь
С будущей супругой, Даной Ингровой, познакомился в мае 1948 года и в том же году они поженились. Дана Затопкова в 1952 году стала олимпийской чемпионкой в метании копья, а завершила спортивную карьеру серебряной медалью Игр 1960 года. В браке они прожили 52 года, до самой смерти Эмиля.

## Награды
- Медаль «За заслуги» I степени (1998)
- Премия имени Пьера де Кубертена Международного комитета fair play при ЮНЕСКО (1975)
- Олимпийский орден (серебряный знак, 1989)
- Медаль Пьера де Кубертена (6 декабря 2000, посмертно)

## Память
- В честь спортсмена назван астероид (5910) Затопек[18].
- В Чехословакии почтовые марки, посвящённые Затопеку, выпускались в 1965 году в серии «Призёры Олимпийских игр»[ф 1] и в 1968 году в серии «XIX Олимпийские игры. Мехико, Мексика (1968)»[ф 2].
- В 2002 году в Чехии выпущена почтовая марка, на которой изображён Эмиль Затопек, бегущий по дистанции[ф 3].
- В 2002 году в Парке Олимпийского музея в Лозанне была открыта бронзовая скульптура Эмиля Затопека, созданная по инициативе НОК Чехии чешским скульптором Ярославом Брозом[чеш.].

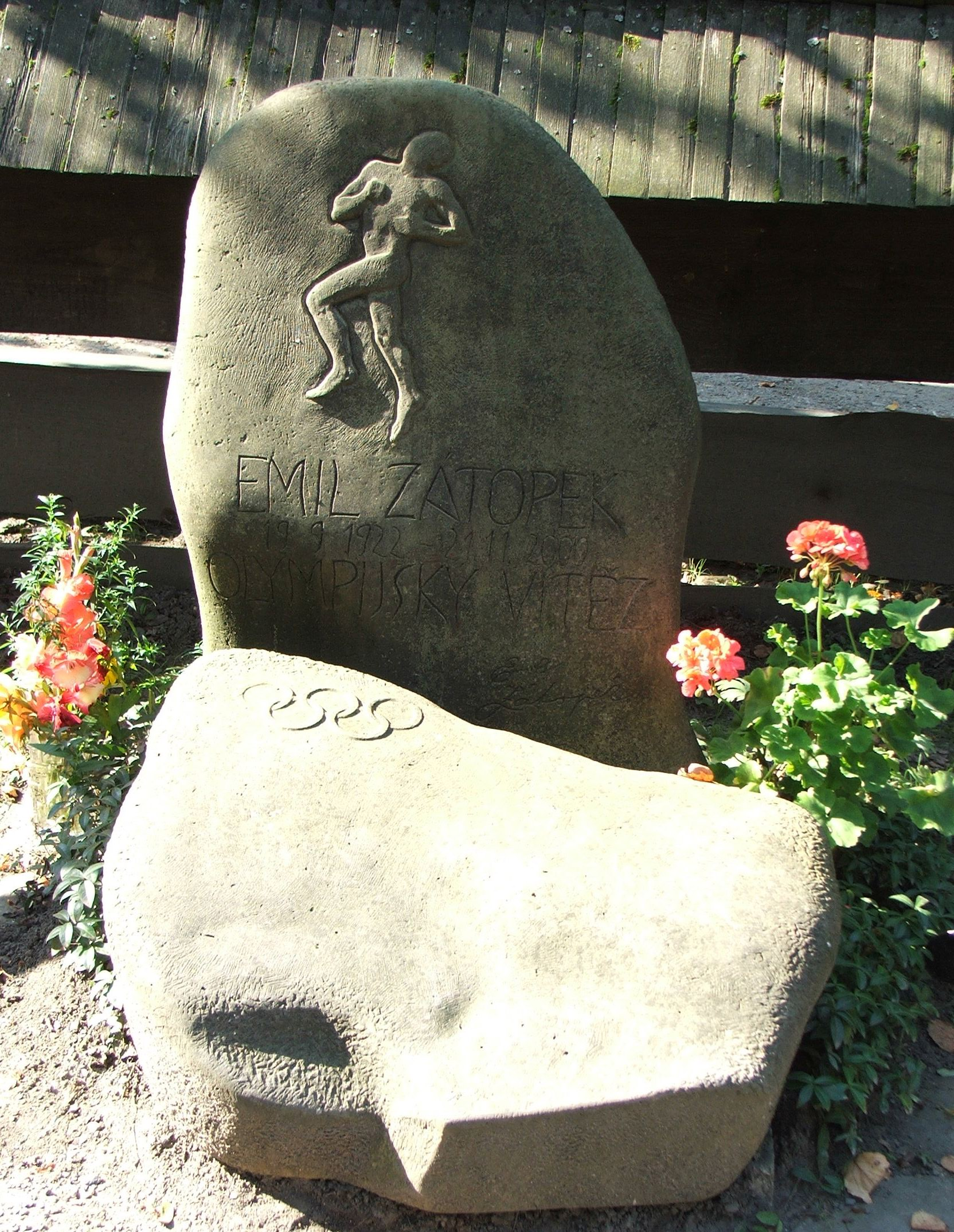
Памятник на могиле Эмиля Затопека в городе Рожнов-под-Радгоштем
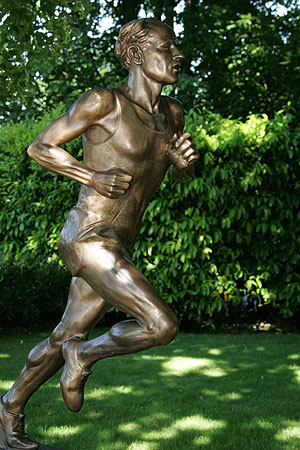
Бронзовая скульптура в Парке Олимпийского музея в Лозанне

## Книги
- Emil Zátopek. Můj trening a závodění. — Praha: Státní tělovýchovné nakladatelství, 1955. — 92 s.
  - Затопек Э. Моя тренировка / Редакция и обработка О. Машек, В. Матоушек. Пер. с чеш. — М.: «Физкультура и спорт», 1957. — 128 с.
- Dana Zátopková, Emil Zátopek. Dana a Emil Zátopkovi vypravují. — Praha: Naše vojsko, 1960. — 256 s.